# Typ D (Straßenbahn Timișoara)
Als Typ D wurden zwei zweiachsige Triebwagen der Straßenbahn Timișoara in Rumänien bezeichnet. Die normalspurigen Zweirichtungs-Wagen mit Holzaufbau wurden 1921 vom örtlichen Verkehrsbetrieb Tramvaiele Comunale Timișoara (T.C.T.) aus älteren Fahrzeugen umgebaut.

## Produktion
Als Spenderfahrzeuge für die beiden Triebwagen des neuen Typs D dienten zwei Weitzer-Triebwagen von 1899, dem Eröffnungsjahr der elektrischen Straßenbahn. Von ihnen übernahm man die Fahrgastkabine, die dann um neue und größere Plattformen ergänzt wurde, ebenso wurde der Achsstand erweitert. Auch die elektrische Ausrüstung konnte weiter verwendet werden.
Mit den D-Wagen wollte die Gesellschaft kapazitätsmäßig zu den 1906 bis 1915 gebauten Triebwagen des Typs B aufschließen – an denen sich die neuen Plattformen der D-Wagen auch optisch anlehnten – während sich die Weitzer-Triebwagen als zu klein erwiesen hatten und deshalb in den Jahren 1919 bis 1921 überwiegend zu Beiwagen umgebaut wurden.
Die D-Wagen waren 8900 Millimeter (Länge über Kupplung) beziehungsweise 8100 Millimeter (Länge des Wagenkastens) lang, hatten einen Achsstand von 2880 Millimetern und waren 2170 Millimeter breit. Sie waren ferner 9350 Kilogramm schwer und besaßen 22 Sitzplätze – davon vier auf den halboffenen Plattformen – sowie 21 Stehplätze. Äußerlich waren die D-Wagen von den B-Wagen durch ihre abweichende Fensteraufteilung zu unterscheiden. Die D-Wagen hatten in der Mitte vier etwas breitere und an den Einstiegen zwei etwas schmälere Seitenfenster.
Die beiden neuen Wagen erhielten die Nummern 44 (ehemals Wagen Nummer 8) und 46 (ehemals Wagen Nummer 4). Jedoch bewährte sich der Umbau nicht, weshalb die Gesellschaft alternativ – auf Basis der D-Wagen – ab 1922 sieben Neubautriebwagen des Typs DII im Eigenbau herstellte.

## Einsatzgeschichte und Verbleib
Die beiden D-Wagen kamen entweder solo oder mit zweiachsigen Beiwagen aller damals in Timișoara vorhandenen Typen zum Einsatz, dies waren die Beiwagen 01 bis 03 sowie die Typen A, AII, C und CII. Wagen 44 wurde bereits 1939 ausgemustert und in einen Arbeitstriebwagen mit offener Plattform und neuem Führerstand umgebaut. Wagen 46 hingegen war noch bis Mitte der 1960er Jahre im Einsatz. Keiner der beiden D-Wagen blieb erhalten.